# 张家堡街道
张家堡街道，是中华人民共和国陕西省西安市未央區下辖的一个乡镇级行政单位。

## 行政区划
张家堡街道下辖以下地区：
二府庄社区、方新社区、联合社区、玄武路社区、枣圆南岭社区、纬二十九街社区、张家堡社区、兴隆园社区、文景社区、五龙汤社区、北康社区、王前社区、南李社区、盐东社区、康城社区、翁家社区、舍下省社区、海荣豪佳社区、白桦林居社区、南康村、肖家村、二府庄村、红色村、尤家庄村和盐西村。